# Hugo Clason
Hugo Amadues August Clason (ur. 2 czerwca 1865 w Sztokholmie, zm. 21 stycznia 1935 w Solnie) – szwedzki żeglarz, olimpijczyk, zdobywca srebrnego medalu w regatach na Letnich Igrzyskach Olimpijskich w 1912 roku w Sztokholmie.

## Kariera sportowa
Na Letnich Igrzyskach Olimpijskich 1912 zdobył srebro w żeglarskiej klasie 12 metrów. Załogę jachtu Erna Signe tworzyli również Hugo Sällström, Nils Persson, Erik Lindqvist, Nils Lamby, Sigurd Kander, Folke Johnson, Kurt Bergström, Dick Bergström i Per Bergman.